# Вороков, Владимир Халидович
Владимир Халидович Вороков (2 января 1936, Нальчик, Кабардино-Балкария — 5 ноября 2020) — российский режиссёр документального и игрового кино, является автором 12 книг и свыше 150 фильмов, директор телеканала «НОТР». Лауреат премии Золотое перо России. Кавалер Ордена Дружбы (1996) и Ордена Почёта (2006). В 2012 году награждён Почётной грамотой Президента Российской Федерации.

## Биография
Владимир Вороков родился в 1936 году в крестьянской семье. В 1955-м году он окончил среднюю школу в Нальчике. В 1960-м окончил Кабардино-Балкарский государственный университет имени Х. М. Бербекова, историко-филологический факультет. В тот же он стал сотрудником в систему государственного телевидения республики, после чего, в 1989 году, его назначили председателем Кабардино-Балкарского фонда Культуры.
С 1996 года являлся генеральным директором ОАО Общественная радиотелевизионная компания «Нальчик».

## Фильмография
- «Чабанский хлеб» — автор-режиссёр документальный фильм КБР, Хуламо-Безенгийское ущелье 1959 ГТРК РФ
- «Здравствуй, туристская Мекка» — автор-режиссёр документальный фильм КБР, Абхазия, Грузия 1960 ГТРК РФ
- «Моя республика» — автор-режиссёр документальный фильм КБР, хроника, в том числе трофейная 1961 ГТРК РФ
- «Репортаж из прошлого» — автор-режиссёр документальный фильм 1962 ГТРК РФ
- «Нежность земли» — автор-режиссёр документальный фильм КБР, г. Москва, г. Волгоград, г. С.-Петербург, г. Ульяновск 1962 ГТРК РФ
- «Быстрее ветра» — автор-режиссёр документальный фильм г. Ташкент, г. С.-Петербург, г. Пятигорск, г. Москва 1962 ГТРК РФ
- «Запах земли» — автор-режиссёр документальный фильм Кабардино-Балкария 1963 ГТРК РФ
- «Что посеял Васканов» — автор-режиссёр документальный фильм КБР, Прохладненский район 1963 ГТРК РФ
- «По Сирии» — автор-режиссёр документальный фильм Сирия 1963 ГТРК РФ
- «По Иордании» — автор-режиссёр документальный фильм Иордания 1963 ГТРК РФ
- «По Ливану» — автор-режиссёр документальный фильм Ливан 1963 ГТРК РФ
- «Шагди» — автор-режиссёр документальный фильм КБР, ущелье Ингушлы 1963 ГТРК РФ
- «Земля отцов» — автор-режиссёр документальный фильм Кабардино-Балкария, г. Нальчик 1965 ГТРК РФ
- «Всегда в пути» — автор-режиссёр документальный фильм г. Москва, г. Ульяновск, г. Пятигорск, г. Нальчик 1965 ГТРК РФ
- «Нальчик» — автор-режиссёр документальный фильм КБР, г. Нальчик 1965 ГТРК РФ
- «Весна» — автор-режиссёр документальный фильм Калмыкия, Домбай, ущелья КБР 1965 ГТРК РФ
- «Кабардино-Балкария» — автор-режиссёр документальный фильм Кабардино-Балкария, г. Нальчик 1966 ГТРК РФ
- «Город звездного металла» — автор-режиссёр документальный фильм КБР, г. Тырныауз 1966 ГТРК РФ
- "Комбинат «Искож» — автор-режиссёр документальный фильм Кабардино-Балкария, г. Нальчик 1967 ГТРК РФ
- «Кабардино-Балкария сегодня» — автор-режиссёр документальный фильм Кабардино-Балкария, г. Нальчик 1967 ГТРК РФ
- «Чегет» — автор-режиссёр документальный фильм КБР, Баксанское ущелье 1967 ГТРК РФ
- «В горах и на равнине» — автор-режиссёр документальный фильм Калмыкия, Домбай, КБР, Осетия 1967 ГТРК РФ
- «Перегон» — автор-режиссёр документальный фильм КБР, нагорные пастбища 1967 ГТРК РФ
- «Кто мы?» — автор-режиссёр документальный фильм Кабардино-Балкария 1968 ГТРК РФ
- «Мороз и солнце» — автор-режиссёр документальный фильм КБР, Терскол 1968 ГТРК РФ
- «Долина нарзанов» — автор-режиссёр документальный фильм КБР, Долина нарзанов 1968 ГТРК РФ
- «Новь станицы Котляревской» — автор-режиссёр документальный фильм КБР, Майский район 1970 ГТРК РФ
- «Аргудан и Аргуданцы» — автор-режиссёр документальный фильм КБР, Урванский район 1970 ГТРК РФ
- «Осень» — автор-режиссёр документальный фильм КБР 1970 ГТРК РФ
- «Осень в горах» — автор-режиссёр документальный фильм КБР, по ущельям 1970 ГТРК РФ
- «Лакумы по-Чегемски» — автор сценария художественный фильм Кабардино-Балкария, Долина нарзанов 1973
- «Весна в Калмыкии» — автор-режиссёр художественный фильм Калмыкия 1973
- «Приэльбрусье» — автор-режиссёр документальный фильм КБР, Баксанское ущелье 1974 ГТРК РФ
- «Три дня в Стамбуле» (4 серии) — автор-режиссёр документальный фильм Турция 1975 ГТРК РФ
- «Чегем» — автор-режиссёр документальный фильм КБР, Чегемское ущелье 1975 ГТРК РФ
- «Светлая вода» — автор-режиссёр документальный фильм КБР, Зольский район, Италия 1975 ГТРК РФ
- «Танцует Кабардинка» — автор-режиссёр сюжетный фильм КБР 1980 ГТРК РФ
- «Орайда» — автор-режиссёр сюжетный фильм Ущелья КБР, г. Нальчик 1980 ГТРК РФ
- «Кабардинка» — автор-режиссёр сюжетный фильм КБР 1981 ГТРК РФ
- «Налькут» — автор-режиссёр сюжетный фильм КБР 1983 ГТРК РФ
- «Нальмес» — автор-режиссёр сюжетный фильм КБР 1984 ГТРК РФ
- «Свадьба в Тереке» — автор-режиссёр сюжетный фильм КБР, Терский район 1985 ГТРК РФ
- «В весеннем парке» — автор-режиссёр сюжетный фильм КБР, г. Нальчик 1985 ГТРК РФ
- «Рабочие грани алмаза» — автор-режиссёр документальный фильм КБР, г. Терек 1987 НОТР «Нальчик»
- «Интервью с занятым человеком» — автор-режиссёр документальный фильм КБР, Прохладненский район 1988 НОТР «Нальчик»
- «Черкешенка» (по Пушкину) — автор-режиссёр художественно-публицистический фильм КБР, Хуламо-Безенгийское ущелье 1995 ГТРК РФ
- «Нальчик» (4 серии) — автор-режиссёр документальный фильм КБР, г. Нальчик, хроника 1995 НОТР «Нальчик»
- «Аул Бастунджи» (по Лермонтову) — автор-режиссёр художественно-публицистический фильм КБР, ущелье Тызыл 1998 ГТРК РФ
- «Эльмесхан — великая мадам Франции» — автор-режиссёр художественно-публицистический фильм Париж (Франция) 1999 НОТР «Нальчик»
- «Я тебя никогда не забуду», автор-режиссёр художественно-публицистический фильм Зольский район КБР, г. Пятигорск, г. Кисловодск 2000 ГТРК РФ
- «Измаил-бей» (по Лермонтову) — автор-режиссёр художественно-публицистический фильм КБР, Чегемское ущелье 2000 ГТРК РФ
- «Выстрел за Вами, поручик» — автор-режиссёр художественно-публицистический фильм г. Пятигорск 2001 ГТРК РФ
- «Кавказ. Кабардино-Балкария» — автор-режиссёр документальный фильм КБР 2001 НОТР «Нальчик»
- «Последний валий Кабарды» — автор-режиссёр художественно-публицистический фильм Кабардино-Балкария 2002 НОТР «Нальчик»
- «Кабардино-Балкария. Визитная карточка» — автор-режиссёр документальный фильм КБР 2003 НОТР «Нальчик»
- «Волгоградские встречи» — автор-режиссёр документально-публицистический фильм г. Волгоград 2005 НОТР «Нальчик»
- «Жемчужина Дона» — автор-режиссёр документально-публицистический фильм Волгоградская область, г. Серафимович 2005 НОТР *"Нальчик"
- «Единство в веках» — автор-режиссёр документально-публицистический фильм г. Москва 2007 Мага-фильм
- «От Эльбруса до Терека» — автор-режиссёр документально-публицистический фильм КБР 2007 Мага-фильм
- «Кавказских гор чарующая сказка»:
- «Сказка седого Эльбруса»
- «Чегем — любовь моя» документально-публицистический фильм
- «Черек — земля заповедная» — автор-режиссёр документально-публицистический фильм Ущелья КБР: Чегемское, Черекское, Баксанское 2008 Мага-фильм
- «Командир 9-й роты» — автор-режиссёр документально-публицистический фильм Москва, КБР, хроника 2009 «Ракорд»
- «Терек и терчане» — автор-режиссёр документально-публицистический фильм КБР, Терский район 2009 НОТР «Нальчик»
- «Королевская гвардия» — автор-режиссёр документально-публицистический фильм Иордания 2009 НОТР «Нальчик»
- «Иван» — автор-режиссёр документально-публицистический фильм Италия, КБР 2010 НОТР «Нальчик»